# Джонс, Ангус
Ангус Тёрнер Джонс  (род. 8 октября 1993 года) — американский актёр. Наиболее известен ролью Джейка Харпера в комедии положений «Два с половиной человека», за которую удостоился двух премий «Молодой актёр» и награды TV Land.
В 2010 году был признан самым высокооплачиваемым несовершеннолетним актёром телевидения. В ноябре 2012 года, однако, выступил с заявлением, критикующим принёсший ему известность телесериал, утверждая, что его религиозные убеждения находятся в конфликте с поступками его героя. Активно занимается благотворительностью.

## Фильмография

### Фильмы
| Год  | Русское название             | Оригинальное название   | Роль                             | Примечание    |
| ---- | ---------------------------- | ----------------------- | -------------------------------- | ------------- |
| 1999 | Симпатико                    | Simpatico               | Пятилетний мальчик               |               |
| 2001 | Агент по кличке Спот         | See Spot Run            | Джеймс                           | Главный герой |
| 2001 | Ужин с друзьями              | Dinner with Friends     | Сэмми                            | Телефильм     |
| 2002 | Новичок                      | The Rookie              | Хантер Моррис                    |               |
| 2003 | Дом вверх дном               | Bringing Down the House | Джорджи Сандерсон                |               |
| 2003 | Дождь Одри                   | Audrey’s Rain           | Тай Пауэлл                       | Телефильм     |
| 2003 | Джордж из джунглей 2         | George of the Jungle 2  | Джордж-младший, «Принц джунглей» |               |
| 2005 | Рождественское благословение | The Christmas Blessing  | Чарли Беннетт                    | Телефильм     |
| 2010 | Впритык                      | Due Date                | Джейк Харпер                     | Камео         |
| 2013 | Тунец                        | Tuna                    | Тейлор                           |               |

### Телевидение
| Год             | Русское название           | Оригинальное название          | Роль         | Примечание                                                               |
| --------------- | -------------------------- | ------------------------------ | ------------ | ------------------------------------------------------------------------ |
| 2001            | Скорая помощь              | ER                             | Шон Гэттни   | Эпизод «Куда ты идёшь?»                                                  |
| 2003-2013, 2015 | Два с половиной человека   | Two and a Half Men             | Джейк Харпер | Главная роль (1-10 сезоны), приглашённая звезда (12 сезон); 213 эпизодов |
| 2008            | C.S.I.: Место преступления | CSI: Crime Scene Investigation | В роли себя  | Эпизод «Две с половиной смерти»                                          |
| 2010            | Ханна Монтана              | Hannah Montana                 | Ти-Джей      | Эпизод «Милый дом, Ханна Монтана»                                        |
| 2016            | Хорас и Пит                | Horace and Pete                | Хорас IX     | 10-й эпизод                                                              |

## Премии и номинации
| Год  | Результат | Премия                                                          | Категория                                                                   | Фильм/Сериал             |
| ---- | --------- | --------------------------------------------------------------- | --------------------------------------------------------------------------- | ------------------------ |
| 2002 | Номинация | Молодой актёр (Young Artist Awards)                             | Лучший молодой актёр художественного фильма в возрасте 10 лет и моложе      | Агент по кличке Спот     |
| 2003 | Номинация | Молодой актёр (Young Artist Awards)                             | Лучший молодой актёр художественного фильма в возрасте 10 лет и моложе      | Новичок                  |
| 2003 | Победа    | Характер и мораль (Character and Morality Entertainment Awards) | Карми Эворд                                                                 | Новичок                  |
| 2004 | Победа    | Молодой актёр (Young Artist Awards)                             | Лучший молодой актёр сериала (комедия или драма) в возрасте 10 лет и моложе | Два с половиной человека |
| 2006 | Победа    | Молодой актёр (Young Artist Awards)                             | Лучший молодой актёр второго плана в комедийном сериале                     | Два с половиной человека |
| 2008 | Номинация | Молодой актёр (Young Artist Awards)                             | Лучший молодой актёр, исполнивший главную роль в сериале                    | Два с половиной человека |
| 2009 | Победа    | Телестрана (TV Land Award)                                      | Премия будущего                                                             | Два с половиной человека |